# 格雷戈里·扬·勒强努
格雷戈里·扬·勒强努（羅馬尼亞語：Grigore Ion Răceanu；1906年—1996年），罗马尼亚共产党的政治家、外交家，罗马尼亚驻美国和联合国大使，是1989年的六人上书公开信的退休元老之一。